# Köln-Bonns flygplats
Köln-Bonns flygplats (IATA: CGN, ICAO: EDDK) (tyska: Flughafen Köln-Bonn, tidigare: Flughafen Konrad Adenauer  eller Flughafen Köln-Wahn) är en internationell flygplats belägen i sydöstra utkanten av Köln i Tyskland, på gränsen till Rhein-Sieg-Kreis. Flygplatsområdet tillhör naturskyddsområdet Wahner Heide.
Flygplatsen är Tysklands sjunde största räknat i antalet passagerare. Under 2016 låg antalet på 11,9 miljoner. Flygplatsen har sedan 2004 en järnvägsstation med förbindelser till bland annat centralstationen i Köln, Köln Hauptbahnhof. Flygplatsen är ett nav för flygbolagen Eurowings och Germanwings.